# Айбуев, Ахмед
Ахмед Айбуев (фр. Akhmed Aibuev; 12 февраля 1991, Грозный, Чечено-Ингушская АССР, РСФСР, СССР) — французский борец вольного стиля, чемпион Франции, призёр Средиземноморских игр.

## Биография
Айбуев родился в Грозном. В детстве он пережил Первую и Вторую чеченские войны. Несмотря на войну, Ахмед вырос в спортивной среде. Отец, любитель бокса, оборудовал тренажёрный зал в своем гараже. В семь лет начал заниматься тхэквондо, а в девять — борьбой. В 2002 году из-за нестабильности на Северном Кавказе он бежал в Париж благодаря помощи контрабандиста, который перевез его на грузовике через Россию, Польшу и Германию. Во Франции он просит убежища и получает статус беженца. Он живет в пригороде Парижа, где получает школьное образование. Благодаря своим борцовским качествам он входит в состав спортивного клуба в Баньоле. Президент клуба в Баньоле нашел ему жилье в Сен-Сен-Дени благодаря вкладу муниципального органа. В 2007 и 2008 годах он выигрывал национальные кадетские турниры Франции. Но когда он достигает совершеннолетия, он больше не может участвовать в чемпионатах Франции, поскольку является иностранцем. В следующие 4 года он не сможет участвовать в международных чемпионатах. С 2009 года он учится в INSEP (Национальный институт спорта, экспертизы и производительности). В 2013 году он получил французское гражданство. В 2014 году он выиграл чемпионат Франции. В начале апреля 2014 года он дебютировал на чемпионате Европы в финском Вантаа, на котором в 1/32 финала уступает турку Фырату Биничи, заняв 23-е место в турнире в весовой категории до 86 килограммов. В июне 2014 года в Дортмунде он принимал участие на Гран-При Германии, где проиграл будущему победителю  Гамзату Османову из Азербайджана, в схватке за 3 место проиграл местному борцу Габриелю Серегели, заняв итоговое 5 место. В середине мая 2016 года в Гавре он стал трёхкратным чемпионом Франции. В конце июня 2018 года он представлял Францию на Средиземноморских играх в испанской Таррагоне, где завоевал серебряную медаль в весовой категории до 86 килограммов, проиграв в финале турку Ахмету Биличи. В начале февраля 2019 года в Ницце стал бронзовым призёром Гран-при Франции памяти Анри Деглана. 3 марта 2019 года на Мемориале Дана Колова в Болгарии его соперник в схватке за 3 место Фатих Эрдин из Турции не явился, тем самым он стал бронзовым призёром. В начале мая 2019 года принимал участие на Мемориале Али Алиева в Каспийске. 3 июля 2019 года участвовал на Мемориале Вацлава Циалковского в Варшаве. В сентябре 2019 года принимал участие на чемпионате мира в Нур-Султане. 21 октября 2019 года принимал участие на Всемирных играх военных в китайском Ухане. В середине января 2020 года в Ницце, уступив в финале Майлсу Мартину из США, стал серебряным призёром Гран-при Франции памяти Анри Дегляна. В декабре 2020 года в Белграде участвовал на индивидуальном кубке мира. 18 марта 2021 года на Европейском лицензионном турнире в Будапеште в 1/4 финала уступил Ахмеду Магамаеву из Болгарии, оставшись без лицензии на Олимпийские игры в Токио. 27 февраля 2022 года на Международном турнире «Яшар Догу» в Стамбуле, уступив в схватке за бронзовую медаль Бекзоду Абдурахмонову из Узбекистана, занял 5 место. В середине мая 2022 года в городе Безансон выиграл чемпионат Франции. В конце июня 2022 года в алжирском Оране стал бронзовым призёром Средиземноморских игр. В январе 2023 года стал бронзовым призёром Мемориала Анри Деглана.

## Спортивные результаты
- Средиземноморские игры 2018 — ;
- Средиземноморские игры 2022 — ;